# Hôtel-Dieu de Rouen
Pour les articles homonymes, voir Hôtel-Dieu.
L’ancien Hôtel-Dieu est un ancien établissement hospitalier situé à l’ouest du centre-ville de Rouen. Il accueille aujourd’hui l'hôtel de préfecture de la Seine-Maritime (préfecture du département de Seine-Maritime et depuis 2016 de la région Normandie). 
L'ancien Hôtel-Dieu fait l’objet d’une inscription au titre des monuments historiques depuis le 11 mars 1932.

## Le premier Hôtel-Dieu
La tradition raconte que l'Hôtel-Dieu, hors la porte Saint-Hilaire, appelé le Nid de chien, devenu trop petit, a été transféré à côté de la cathédrale. C'est le premier hôpital important de la ville; il est situé face au portail de la Calende de la cathédrale. Connu dans une charte de 1197 comme « Hôpital Notre-Dame », il existait déjà avant, sous la tutelle de l'archevêque et du clergé. C'était le prieuré de la Madeleine qui réunissait l'Hôtel-Dieu, deux communautés religieuses et une cure. Les religieuses s'y installent vers 1145. Cette communauté, qui suit la règle de saint Augustin, est mixte, cas connu également pour l'abbaye de Fontevraud.
Il prit le nom d'hôpital de la Madeleine quand Eudes Rigaud, archevêque de Rouen, y dépose le 18 mai 1268 les reliques de sainte Madeleine.
C'était un ensemble compact de constructions, au sud de la cathédrale, composé de plusieurs cours : les parties conventuelles à l'*ouest pour les religieux sur la rue du Change, au Sud pour les religieuses sur la rue de la Madeleine ; à l'Est se trouvait la grande salle des malades, le long de la rue du Panneret. Au milieu de ces bâtiments se trouvait la cour du Chariot avec le ou les chariots servant à transporter les morts, une fontaine et un petit cimetière. La confrérie des jongleurs avait sa chapelle dans l'église du prieuré.
Une première chapelle de la Madeleine, nom pris après la déposition des reliques, destinée aux religieux mais aussi aux malades, était située rue de la Madeleine. Elle est détruite en 1508. La nouvelle chapelle de la Madeleine, était située rue du Change. Achevée en 1533, elle est l'œuvre de Simon Vitecoq ou de Jean Delarue. Elle est consacrée en 1658.
Trop petit, en mauvais état et en plein cœur de la ville, il est fermé en 1758. La chapelle de la Madeleine est détruite en 1764. Les derniers vestiges qui subsistaient de l'ancien Hôtel-Dieu, situé au sud de la place de la Cathédrale, disparaissent le 11 juin 1940.

## L’Hôtel-Dieu hors la ville
La peste récurrente à Rouen au Moyen Âge et à la Renaissance fait qu'en 1537 est réclamée la construction d’un «lieu de santé». En 1569, la propriété du général des finances Prudhomme, située à l’ouest de la ville, est achetée. Des constructions précaires y sont construites en 1592 pour abriter le lieu de santé.
La peste revenant constamment et l'incendie de l'Hôtel-Dieu en 1624 font décider la construction des deux hôpitaux à l'emplacement du lieu de santé :
- Hôpital Saint-Louis, pour les malades ;
- Hôpital Saint-Roch, pour les convalescents.

La première pierre de l'hôpital Saint-Louis est bénie par Jean de Malveau, évêque d'Aulone, le 7 mars 1654, puis posée par Henri II d'Orléans, duc de Longueville, gouverneur de la province de Normandie le 11 mars. Il faut attendre le 27 mars pour la première pierre posée de l'hôpital Saint-Roch, par Jean-Louis Faucon de Ris, premier président du Parlement.
Le manque d'argent et la diminution des épidémies reporte le transfert de l’Hôtel-Dieu, devenu moins indispensable. Les premiers malades y sont transférés le 17 juillet 1758.
Les hôpitaux Saint-Louis et Saint-Roch sont réalisés sur les plans de l'architecte rouennais Abraham Hardouin. Les architectes Fontaine et Parvys réalisent l’aile qui relie les deux hôpitaux, surélèvent l’ensemble et construisent deux pavillons de chaque côté de l’entrée. Le pavillon sud était réservé au logement des chirurgiens.
La chapelle Saint-Louis, située au nord-est de l’hôpital Saint-Roch, est devenue trop petite quand l’ensemble de l’Hôtel-Dieu est transféré. La nouvelle église de la Madeleine, située entre l’hôpital Saint-Louis et Saint-Roch, de style néo-classique, est construite de 1767 à 1781. Commencée par Parvys en 1754, les fondations s’effondrent, elle est achevée par l’architecte rouennais Jean-Baptiste Le Brument avec la participation de l’architecte Jean-Jacques Lequeu. Elle est consacrée le 7 avril 1781 par l’archevêque Dominique de La Rochefoucauld.
À la Révolution, l'Hôtel-Dieu devient l'«hospice d'humanité», puis l'«hôpital national de la Montagne». Il reprend par la suite son nom. Retirées à la Révolution, les religieuses sont revenues pour rester jusqu'en 1790. L'église de la Madeleine devient en 1790 une église paroissiale. Fermée pendant la Terreur, elle rouvre en 1802.
En 1988, les derniers services de soins de l'Hôtel-Dieu sont transférés au CHU Charles-Nicolle.

## Armes de l'hôtel-Dieu
d'azur, à trois boîtes d'or, au chef d'argent, chargé de trois croix de gueules ; l'écusson adossé d'un bâton prieural.

## La préfecture
Après restauration et transformations des lieux, l'hôtel de la Préfecture de Région et du département de la Seine-Maritime s'y installe en septembre 1995.